# Ilona Georgiana Ghioroaie
Ilona Georgiana Ghioroaie (* 28. März 1998) ist eine rumänische Tennisspielerin.

## Karriere
Ghioroaie gewann bisher 16 Einzel- und 13 Doppeltitel auf der ITF Women’s World Tennis Tour.

## Turniersiege

### Einzel
| Nr. | Datum              | Turnier   | Kategorie   | Belag     | Finalgegnerin         | Ergebnis         |
| --- | ------------------ | --------- | ----------- | --------- | --------------------- | ---------------- |
| 1.  | 1. Oktober 2016    | Chișinău  | ITF $10.000 | Sand      | Weronika Kapschaj     | 6:4, 6:2         |
| 2.  | 8. Oktober 2016    | Chișinău  | ITF $10.000 | Sand      | Adriana Sosnovschi    | 6:3, 6:0         |
| 3.  | 6. August 2017     | Târgu Jiu | ITF $15.000 | Sand      | Tereza Mihalíková     | 6:3, 3:6, 7:67   |
| 4.  | 22. Oktober 2017   | Antalya   | ITF $15.000 | Sand      | Gabriela Horáčková    | 6:3, 6:0         |
| 5.  | 4. März 2018       | Antalya   | ITF $15.000 | Sand      | Amina Anschba         | 7:61, 3:6, 6:4   |
| 6.  | 13. Mai 2018       | Sajur     | ITF $15.000 | Hartplatz | Melis Sezer           | 6:2, 6:2         |
| 7.  | 14. Oktober 2018   | Monastir  | ITF $15.000 | Hartplatz | Magali Kempen         | 6:3, 4:1 Aufgabe |
| 8.  | 21. Oktober 2018   | Monastir  | ITF $15.000 | Hartplatz | Nikola Tomanová       | 6:3, 4:6, 6:1    |
| 9.  | 18. November 2018  | Monastir  | ITF $15.000 | Hartplatz | Linnéa Malmqvist      | 7:63, 6:1        |
| 10. | 25. November 2018  | Monastir  | ITF $15.000 | Hartplatz | Chiara Scholl         | 6:1, 6:3         |
| 11. | 22. Dezember 2019  | Monastir  | ITF W15     | Hartplatz | Anastassija Pribylowa | 6:1, 6:4         |
| 12. | 16. Februar 2020   | Monastir  | ITF W15     | Hartplatz | Marija Timofejewa     | 7:5, 6:1         |
| 13. | 20. Juni 2021      | Antalya   | ITF W15     | Sand      | Federica Bilardo      | 7:5, 6:2         |
| 14. | 4. Juli 2021       | Antalya   | ITF W15     | Sand      | Živa Falkner          | 6:4, 6:3         |
| 15. | 5. Dezember 2021   | Monastir  | ITF W15     | Hartplatz | Adithya Karunaratne   | 65:7, 6:3, 6:4   |
| 16. | 17. September 2023 | Warna     | ITF W25     | Sand      | Walerija Oljanowskaja | 6:4, 6:2         |

### Doppel
| Nr. | Datum             | Turnier         | Kategorie   | Belag     | Partnerin                | Finalgegnerinnen                              | Ergebnis           |
| --- | ----------------- | --------------- | ----------- | --------- | ------------------------ | --------------------------------------------- | ------------------ |
| 1.  | 12. November 2016 | Hammamet        | ITF $10.000 | Sand      | Diana Enache             | Carolina Meligeni Alves Noelia Zeballos       | 3:6, 6:1, [10:8]   |
| 2.  | 3. März 2017      | Antalya         | ITF $15.000 | Sand      | Georgia Crăciun          | Anastassija Frolowa Alena Tarassowa           | 6:1, 6:4           |
| 3.  | 27. Mai 2017      | Antalya         | ITF $15.000 | Sand      | Georgia Crăciun          | Mariana Dražić Emilie Francati                | 6:2, 6:4           |
| 4.  | 3. Juni 2017      | Antalya         | ITF $15.000 | Sand      | Georgia Crăciun          | Ena Kajević Noelia Zeballos                   | ohne Spiel         |
| 5.  | 17. Juni 2017     | Curtea de Argeș | ITF $15.000 | Sand      | Georgia Crăciun          | Camelia-Elena Hristea Gabriela Nicole Tătăruș | 6:3, 7:5           |
| 6.  | 20. Oktober 2018  | Monastir        | ITF $15.000 | Hartplatz | Miriana Tona             | Dominique Karregat Annick Melgers             | 6:2, 6:2           |
| 7.  | 27. Februar 2021  | Monastir        | ITF W15     | Hartplatz | Karola Patricia Bejenaru | Weronika Falkowska Viktória Morvayová         | 1:6, 7:67, [12:10] |
| 8.  | 13. März 2021     | Monastir        | ITF W15     | Hartplatz | Oana Gavrilă             | Anna Popescu Chiara Scholl                    | 7:5, 6:4           |
| 9.  | 24. April 2021    | Monastir        | ITF W15     | Hartplatz | Karola Patricia Bejenaru | Rebeka Masarova Daniela Vismane               | 6:2, 6:0           |
| 10. | 13. August 2022   | Brasov          | ITF W25     | Sand      | Oana Georgeta Simion     | Cristina Dinu Andreea Amalia Roșca            | 7:5, 6:3           |
| 11. | 20. August 2022   | Mogyoród        | ITF W25     | Sand      | Amarissa Kiara Tóth      | Carole Monnet Marine Partaud                  | 7:5, 6:0           |
| 12. | 12. August 2023   | Osijek          | ITF W25     | Sand      | Amarissa Tóth            | Luisa Meyer auf der Heide Dimitra Pavlou      | 6:2, 6:4           |
| 13. | 19. August 2023   | Bistrița        | ITF W25     | Sand      | Oana Georgeta Simion     | Linda Ševčíková İlay Yörük                    | 7:66, 6:2          |